# Кунцевская пещера
Кунцевская пещера — пещера, расположенная на территории Майкопского района Республики Адыгея, в горном массиве Фишт (на южном плато).
Длина пещеры составляет 275 м. Уходит вглубь земли на 130 м, при этом проективная глубина — 120 м.
Площадь пещеры равна 230 м², объём 2000 м³.

## Сложности прохождения пещеры
Категория сложности 2Б. Вход в пещеру находится на уровне 1950 м над уровнем моря под обрывом скалы. Есть второй вход, как правило, он заполнен снегом.

## Описание
Шахта пещеры — спиральный меандрирующий канал с колодцами 7, 60, 20, 40, 20, 20 и 30 м. Также имеются более мелкие уступы. Канал заканчивается, переходя в узкую щель.
Пещера находится в толстослоистых известняках верхнеюрского периода, натёки отсутствуют. Снег проникает в пещеру до глубины 37 метров. Ниже 60 м в пещере имеется небольшой водоток (температура воды — 2 °C).

## История исследования
Пещеру обнаружила группа спелеологов из Свердловска и Москвы во время экспедиции в 1975-76 гг. Центральная спелеосекция под руководством А. Петрова выполнила съёмку в ходе экспедиции в 1975 г.

## Другие пещеры массива
- Пещера Бегемот
- Пещера Большой приз
- Пещера Бондаревская
- Пещера Парящая птица